# 月岡芳年翁之碑
月岡芳年翁之碑（つきおかよしとしおうのひ）とは1898年（明治31年）5月に、月岡芳年を顕彰するために芳年の門人や縁故者によって向島百花園に建立された石碑である。

## 概要
月岡芳年は1892年（明治25年）6月9日に没した。建碑がおこなわれたのは7回忌にあたる6年後である。